# Cippi Liwni
Cippi Liwni, właśc. Cippora Malka Liwni (hebr. ציפורה מלכּה „ציפי” לבני, wym. [tsipoˈʁa malˈka ˈtsipi ˈlivni]; ur. 8 lipca 1958 w Tel Awiwie) – izraelska polityk, posłanka do Knesetu i minister kilku resortów z ramienia Likudu, a następnie Kadimy. W latach 2008–2012 przewodnicząca Kadimy, w latach 2009–2013 liderka opozycji. Od 2012 przewodnicząca partii Ruch (Ha-Tenu’a).

## Życiorys
Urodziła się w Tel Awiwie. Jest córką Eitana Liwniego (urodzonego w Grodnie) i Sary Rosenberg. Jej rodzice byli członkami organizacji Irgun. We wczesnych latach 80. XX wieku służyła w armii izraelskiej (osiągnęła stopień porucznika) i przez niemal dwa lata pracowała w Mosadzie, rezygnując z zamążpójścia i ukończenia studiów prawniczych. W późniejszym czasie pojawiły się informacje, że pracując w wywiadzie tropiła arabskich terrorystów, choć inne świadczą o tym, że była raczej agentką niskiego szczebla. W tym czasie mieszkała m.in. w Paryżu. Ukończyła studia na Wydziale Prawa Uniwersytetu Bar-Ilana w Ramat Ganie, specjalizując się w prawie handlowym. Przez 10 lat prowadziła własną praktykę prawniczą.

### Kariera polityczna
W 1999 została po raz pierwszy wybrana do Knesetu z ramienia partii Likud. Była aktywną zwolenniczką polityki Ariela Szarona i kiedy został on premierem w lipcu 2001, otrzymała stanowisko ministra współpracy regionalnej. Później otrzymała także teki ministra rolnictwa, imigracji oraz budownictwa i konstrukcji. W 2004 roku została uhonorowana nagrodą Abirat Ha-Shilton, przyznawaną najbardziej efektywnym politykom. W styczniu 2005 roku Liwni została ministrem sprawiedliwości, po kilku miesiącach pełnienia obowiązków szefa tego resortu.
W gabinecie Szarona wspierała plan szefa rządu opierający się na polityce jednostronnych posunięć w stosunkach z Palestyńczykami. Postrzegana była jako jeden z głównych umiarkowanych członków partii. Często była autorką mediacji pomiędzy skrajnymi elementami w ugrupowaniu. Miała m.in. duży udział w doprowadzeniu do ratyfikacji przez Kneset planu Szarona. 12 listopada 2005 przemawiała w imieniu Likudu na uroczystości upamiętniającej śmierć Icchaka Rabina.

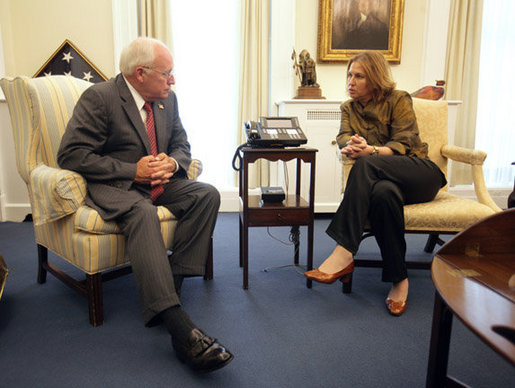
Liwni z amerykańskim wiceprezydentem, Dickiem Cheneyem

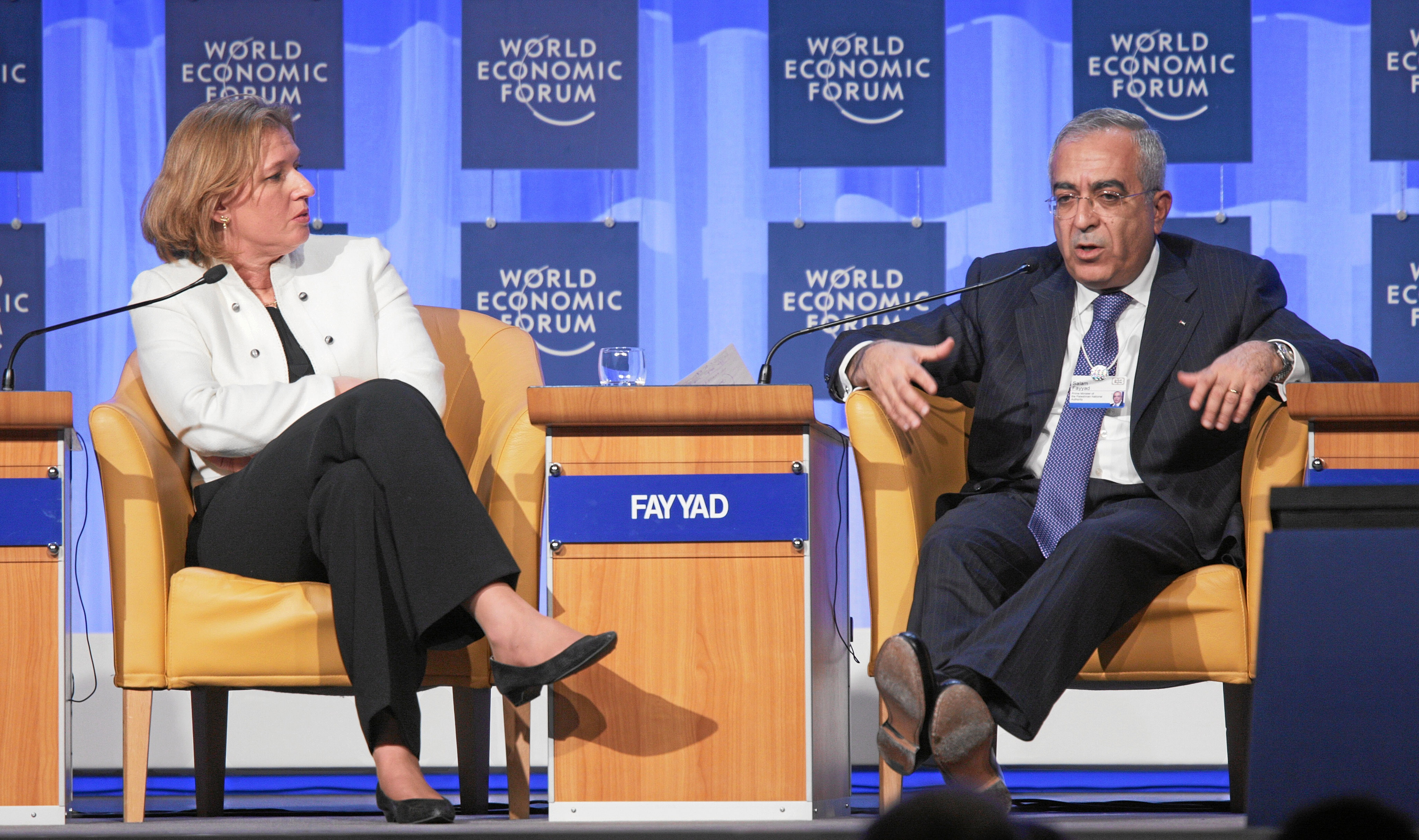
Z palestyńskim premierem, Salamem Fajjadem

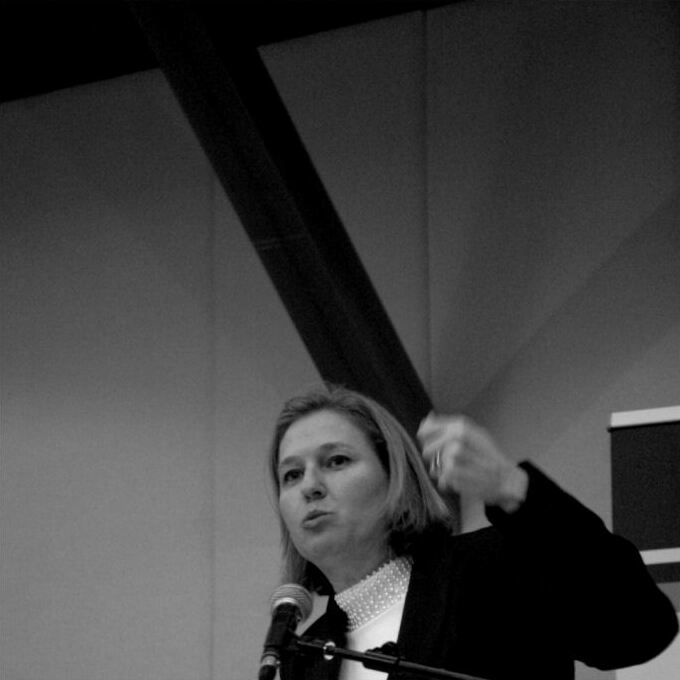
Podczas Światowego Kongresu Żydowskiego, Jerozolima, styczeń 2008

20 listopada 2005 razem z Szaronem opuściła Likud, przechodząc do nowej formacji Kadima. W styczniu 2006, kiedy rządem ze względu na chorobę Szarona kierował Ehud Olmert, objęła resort spraw zagranicznych po Silwanie Szalomie (zachowując także stanowisko ministra sprawiedliwości). Była drugą w historii Izraela kobietą na czele ministerstwa spraw zagranicznych (po Goldzie Meir). Wymieniana w gronie kandydatów Kadimy na premiera w wyborach 2006, zrezygnowała z ubiegania się o to stanowisko (była numerem 3. na liście wyborczej Kadimy) i poparła Ehuda Olmerta.
Po wyborach w 2006 roku, 4 maja, wraz z zaprzysiężeniem 31. rządu w historii Izraela, Liwni została wicepremierem, zachowując jednocześnie tekę ministra spraw zagranicznych. Zrezygnowała z urzędu ministra sprawiedliwości, ale sprawowała go ponownie w okresie od 29 listopada 2006 do 7 lutego 2007 roku. W tym okresie była opisywana jako drugi najpotężniejszy polityk w Izraelu. W 2007 roku znalazła się na liście 100 najbardziej wpływowych ludzi świata magazynu Time. Forbes uznał ją natomiast za 52. najpotężniejszą kobietą na świecie.
Liwni została pierwszym izraelskim ministrem jasno odróżniającym ataki bojowników palestyńskich na obiekty wojskowe i izraelskich cywilów. Podczas wywiadu dla telewizji amerykańskiej udzielonego 28 marca 2006 roku, Liwni powiedziała m.in.:
Ktoś, kto walczy z izraelskimi żołnierzami jest wrogiem i my będziemy z nim walczyć, ale myślę, że nie podpada to pod definicję terroryzmu, jeśli celem jest żołnierz.
W lipcu 2007 roku spotkała się z palestyńskim premierem, Salamem Fajjadem, z którym dyskutowała nad kwestią poprawienia życia narodu palestyńskiego, bez zagrożenia dla bezpieczeństwa Izraela.
2 maja 2008 Liwni wezwała premiera Ehuda Olmerta do rezygnacji po ujawnieniu raportu komisji Winograda (jego przedmiotem były wyniki śledztwa nad postępowaniem władz przed i podczas konfliktu z Libanem). Stwierdziła, że powinna zastąpić go na czele Kadimy, wskazując na to, że wygrałaby z Olmertem w przypadku wewnątrzpartyjnych wyborów na lidera tego ugrupowania. Jej wezwanie zostało jednak zignorowane.
30 lipca 2008 roku premier Olmert zakomunikował, że nie będzie się ubiegał o kolejną kadencję na stanowisku przewodniczącego partii. Swoje kandydatury w wewnątrzpartyjnych wyborach, zgłosili za to: Cippi Liwni, Sza’ul Mofaz, Awi Dichter i Me’ir Szitrit. 17 września 2008 nową przewodniczącą partii została wybrana Liwni, która otrzymała 43,1 proc. głosów. Drugi Sza’ul Mofaz, zapewnił sobie 42 proc. głosów. W wewnątrzpartyjnych wyborach wzięło udział 55 proc. członków partii, a Liwni zwyciężyła przewagą tylko 431 głosów (1,1 proc.). Nowy lider rozpoczął negocjacje z partiami wchodzącymi dotąd w skład koalicji rządowej i zastąpi najprawdopodobniej Olmerta na stanowisku premiera Izraela.
21 września 2008 Ehud Olmert złożył oficjalną rezygnację ze stanowiska premiera na ręce prezydenta Szimona Peresa. Ten przekazał misję uformowania nowego rządu Liwni. Zgodnie z ustawami zasadniczymi Izraela, w przypadku braku sukcesu po upływie 42 dni od uzyskania nominacji, rozpisywane są nowe wybory. Liwni ostatecznie nie udało się utworzyć nowej koalicji. Prezydent Peres rozpisał wybory do Knesetu na 10 lutego 2009 roku.
Do czasu sformowania nowego rządu po wyborach w 2009 r., premierem był Ehud Olmert.
W 2012 stanęła na czele grupy secesjonistów z Kadimy ugrupowanie Ruch (Ha-Tenu’a). Do nowej partii wstąpiło siedmioro członków Knesetu, którzy odeszli z Kadimy: Rachel Adatto, Jo’el Chason, Szelomo Mola, Me’ir Szitrit, Robert Tiwjajew, Madżalli Wahbi i Orit Zu’arec. 1 grudnia 2012 do Ha-Tenu’a przyłączył się były przywódca Partii Pracy, Amram Micna, a 6 grudnia uczynił to także Amir Perec (również były lider Partii Pracy).
W wyniku wyborów w styczniu 2013, partia Ha-Tenu’a otrzymała 6 miejsc w Knesecie. Weszła ona do koalicji rządowej stworzonej przez Binjamina Netanjahu. Liwni została ministrem sprawiedliwości.
Pod koniec 2014 w rządzie Binjamina Netanjahu zaczęły narastać napięcia między partnerami tworzącymi koalicję w sprawach takich jak budżet na 2015 rok, wysokie koszty życia, polityka wobec Palestyńczyków, a zwłaszcza zaproponowanej przez premiera kontrowersyjnej ustawy, która określiłaby Izrael jako „państwo narodowe” narodu żydowskiego. 2 grudnia 2014 premier Netanjahu zdymisjonował dwoje ministrów, liderów koalicyjnych centrowo-liberalnych ugrupowań – Liwni oraz Ja’ira Lapida, lidera Jest Przyszłość, zarzucając im „spiskowanie”, „podważanie jego pozycji” i „nieustające ataki z wnętrza rządu”. Efektem kryzysu rządowego był wniosek o skrócenie kadencji Knesetu, która normalnie trwałaby do 2017.
10 grudnia 2014 Liwnu oraz lider Partii Pracy Jicchak Herzog ogłosili wspólnie powstanie sojuszu wyborczego przed wyborami. Nowy podmiot uzyskał nazwę Unia Syjonistyczna i w wyborach zajął drugie miejsce wprowadzając do Knesetu łącznie 24 deputowanych. Ugrupowanie pozostało w opozycji do rządzącego prawicy.
W kwietniu 2019 Liwni utraciła miejsce w parlamencie.

## Życie prywatne
Mieszka w Tel Awiwie, jest żoną Naftalego Spitzera, ma dwójkę dzieci – Omriego i Juwala. Jest wegetarianką, posługuje się językiem hebrajskim, angielskim i francuskim.